# Naturschutzgebiet Abgrabung Stemmen

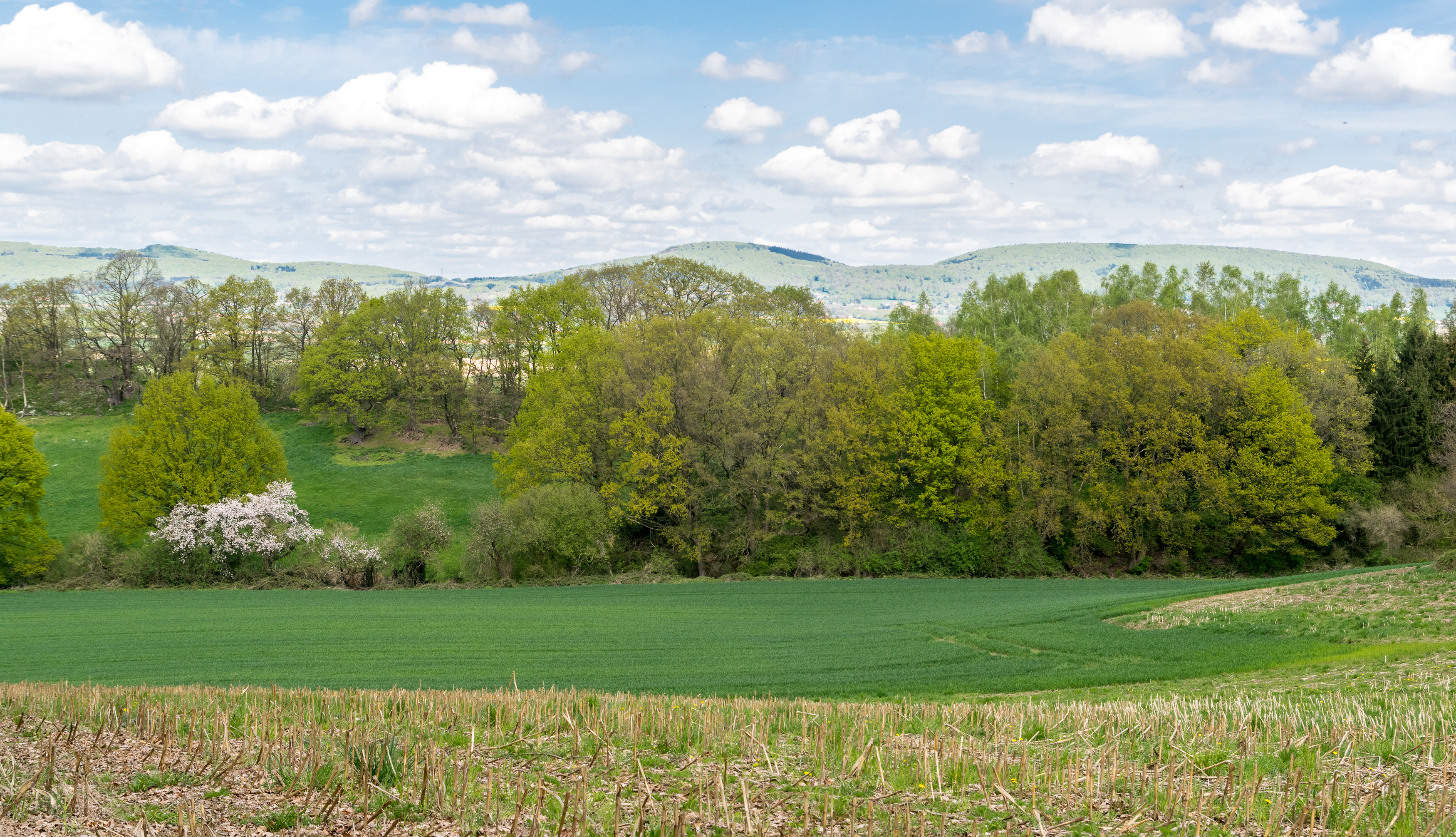
Naturschutzgebiet Abgrabung Stemmen

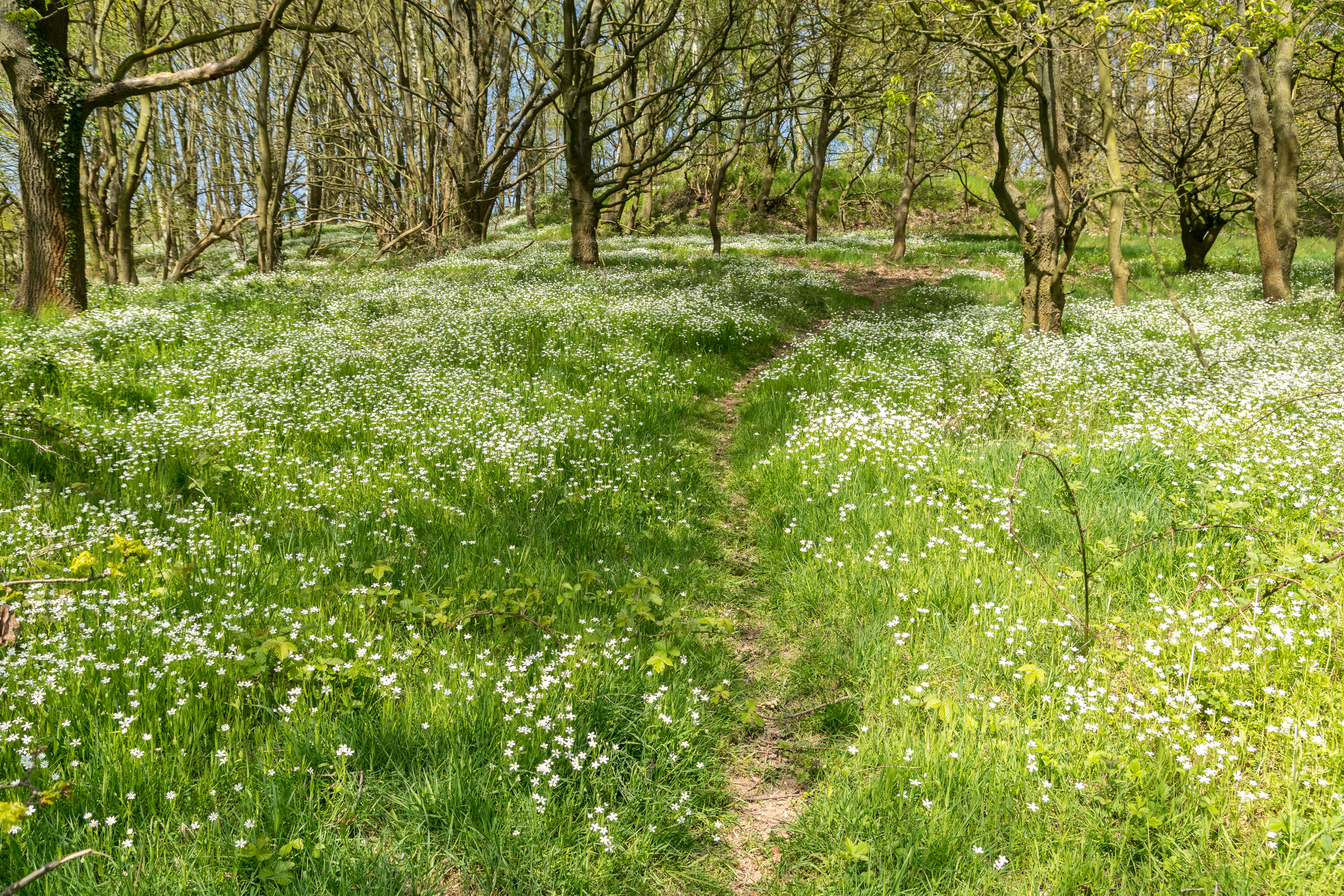
Gehölzbereich mit Großer Sternmiere

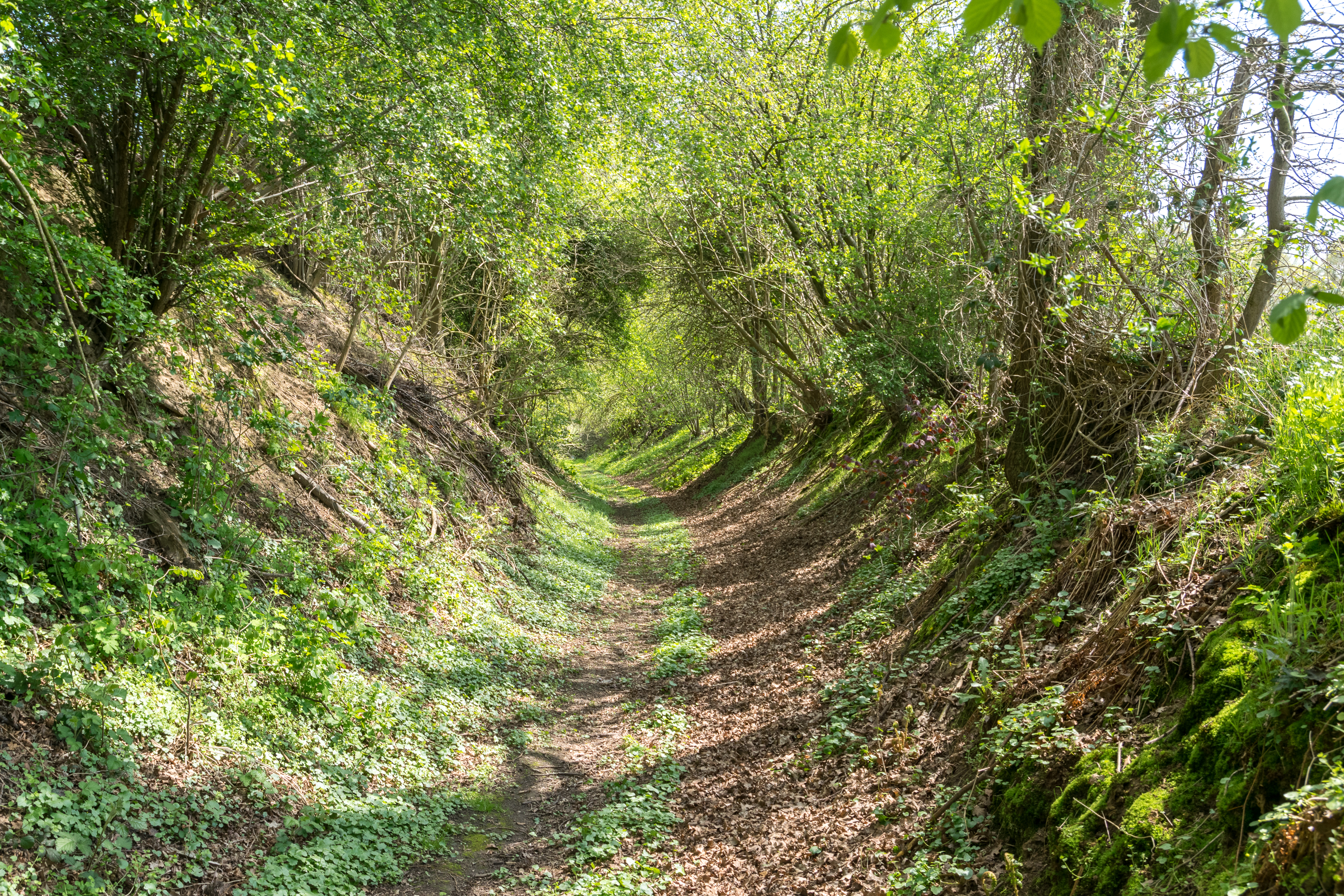
Hohlweg

Das Naturschutzgebiet Abgrabung Stemmen mit 20 ha Flächengröße liegt östlich von Stemmen im Gemeindegebiet von Kalletal. Es wurde 1995 mit dem Landschaftsplan Nr. 4 Kalletal durch den Kreistag des Kreises Lippe erstmals als Naturschutzgebiet (NSG) ausgewiesen. 2004 erfolgte die erneute Ausweisung durch den Kreistag mit dem geänderten Landschaftsplan. Das NSG geht im Norden bis zur L 781 (Weserstraße) und im Westen bis zum Siedlungsrand von Stemmen. Im Osten geht das Schutzgebiet bis an die Landesgrenze zu Niedersachsen, wobei dort noch ein Abbau von Sand und Kies erfolgt.

## Beschreibung
Das Naturschutzgebiet umfasst eine frühere Sand- und Kiesgrube. Das Gebiet ist durch ehemalige Absetzbecken, Zufahrtswege, Halden und Böschungen gegliedert. Im Westen liegen rekultivierte Grünlandflächen. Die östlichen ehemaligen Absetzbecken sind mit angepflanzten Gehölzbeständen aus Weiden-Vorwald und Gebüschen bestanden. An der tiefsten Stelle des Geländes liegt ein verlandeter Teich mit einem Schilfröhricht. Die ehemaligen Zuwegungen werden von Goldruten- oder Land-Reitgrasbeständen dominiert. Auf dem etwas höher gelegenen westlichen Teil sind größere gehölzarme Flächen erhalten mit überwiegend Ruderalfluren. Randlich dringen hier Salweiden- und Brombeergebüsche ein. Im südwestlichen Bereich sind neben den Ruderal- und Vorwaldgesellschaften noch alte Eichenbestände erhalten.
Die Biologische Station Lippe hat 1996/1997 einen Pflege- und Entwicklungsplan erstellt. Dabei wurden noch zahlreiche gefährdete Tier- und Pflanzenarten festgestellt, u a. Vorkommen von Nacktstängeligem Bauernsenf, Berg-Sandglöckchen, Färber-Ginster, Kleinem Vogelfuß und Geflecktem Knabenkraut. Daneben wurden die Tierarten Feldschwirl, Rohrweihe, Mauerfuchs, Waldbrettspiel, Nierenfleck-Zipfelfalter, Laubfrosch und Zauneidechse nachgewiesen. Sandmagerrasen und Trockenheiden, die früher vorhanden waren, sind aufgrund der fortgeschrittenen Sukzession bereits verschwunden.

## Schutzzwecke für das NSG
Laut Landschaftsplan erfolgte die Ausweisung des NSG
- „zur Erhaltung von Lebensgemeinschaften und Lebensstätten bestimmter wildlebender Pflanzen- und Tierarten,“
- „zur Erhaltung und Entwicklung der anthropogenen Sekundärbiotope als Refugien und Ersatzlebensräume für gefährdete Tier- und Pflanzenarten,“
- „aus wissenschaftlichen, naturgeschichtlichen, landeskundlichen oder erdgeschichtlichen Gründen.“[1]